# Esqueça-me Se Puder
Esqueça-me Se Puder (Aşk Mantık Intikam) é uma telenovela turca de drama e comédia romântica produzida pela No:9 Productions e exibida pela Fox Turquia com capítulos semanais de duas horas às sextas-feiras.
A comédia romântica é baseada na obra sul-coreana Cunning Single Lady, sendo protagonizada por Burcu Özberk, İlhan Şen, e antagonizada por Burak Yörük e Melisa Döngel.

## Enredo
Estela jurou que nunca se casaria com um homem como seu pai, cujos negócios falidos deixaram sua família na ruína. Depois de conhecer Omar, um jovem e brilhante engenheiro, os dois se casam e levam uma vida confortável e estável - até o dia em que Omar deixa seu emprego no governo para abrir sua própria empresa! Depois dessa decisão, Estela tem que se virar com três empregos apenas para manter a família, enquanto isso, Omar salta de uma falência para outra. Devido a esta instabilidade, os dois acabam divorciados.
Anos depois, o rosto de Omar está estampado em todos os jornais, revistas e noticiários. Seu aplicativo de mídia social tornou o jovem empresário incrivelmente rico, uma celebridade da tecnologia e um dos solteiros mais cobiçados da Turquia. Ao mesmo tempo, Estela ainda está lutando para manter a cabeça erguida apesar de tudo. Após reecontrar Omar, esperando um pedido de desculpas, Estela fica furiosa quando o ex-marido age com frieza e arrogância. Devido a isso, Estela consegue entrar na empresa dele, começa a trabalhar como estagiária e arquiteta um plano para se vingar: ela decide que fará Omar se apaixonar por ela novamente, e quando ele se apaixonar... ela vai terminar com ele!
No entanto, nada sai conforme o planejado, e em pouco tempo os dois acabam em um trêmulo quadrilátero amoroso com consequências hilárias. O amor verdadeiro tem uma segunda chance quando o casal percebe que estavam errados um sobre o outro o tempo todo.

## Exibição

### Exibição no Brasil
Chegou na plataforma de streaming Max no dia 09 de agosto de 2023. Para a versão internacional, o folhetim foi reeditado em episódios de 45 minutos pela Madd Entertainment se totalizando em 107 capítulos.
Foi exibida pelo canal pago TNT Novelas entre 19 de fevereiro à 16 de julho de 2024, substituindo Será Isso Amor? e sendo substituída por Amor na Ilha.
Está sendo exibida pela segunda vez pelo TNT Novelas desde 23 de junho de 2025 substituindo novamente Será Isso Amor?.

## Elenco
- Burcu Özberk como Estela Erten
- İlhan Şen como Omar Korfali
- Mehmet Korhan Fırat como Eric Erten
- Günay Karacaoğlu como Sandy Korfali
- Zeynep Kankonde como Marlene Erten
- Süleyman Atanısev como Ivani Erten
- Şükrü Türen como Nelson
- Mehmet Yılmaz como Moisés
- Ceren Koç como Ellie Korfali
- Sevda Baş como Zeneide
- Birgül Ulusoy como Rayane Korfali
- Burak Yörük como César Yılmaz
- Melisa Döngel como Carla Yılmaz
- Sebahat Kumaş como Julia
- Erdem Şanlı como Bruno